# الميزال (تافزة)
الميزال هو دُوَّار يقع بجماعة بني أحمد الغربية، إقليم شفشاون، جهة طنجة تطوان الحسيمة في المملكة المغربية. ينتمي الدوّار لمشيخة تافزة التي تضم 5 دواوير. يقدر عدد سكانه بـ 681 نسمة حسب الإحصاء الرسمي للسكان والسكنى لسنة 2004.

## روابط خارجية
- البوابة الوطنية للجماعات الترابية
- المندوبية السامية للتخطيط